# LCROSS
LCROSS là tên viết tắt của Vệ tinh viễn thám và quan sát các hố Mặt Trăng (Lunar Crater Observation and Sensing Satellite) là phi thuyền không gian không người lái do NASA vận hành. Nhiệm vụ chính của LCROSS là xác nhận sự hiện diện của nước ở dạng băng hay không trong các hố nông gần các khu vực cực trên Mặt Trăng. Nó đã thành công khi phát hiện nước trong hố Cabeus ở cực nam của Mặt Trăng.
Phi thuyền được phóng lên cùng với Lunar Reconnaissance Orbiter (LRO) vào ngày 18 tháng 6 năm 2009, chung với Lunar Precursor Robotic Program, nhiệm vụ đầu tiên của Hoa Kỳ lên Mặt Trăng sau hơn 10 năm. LCROSS và LRO là những dự án tiên ưu tiên của NASA trong cuộc trở lại Mặt Trăng, và được mong đợi là sẽ tác động đến các quyết định của chính phủ Hoa Kỳ trong việc có tiếp tục hay không nhiệm vụ nghiên cứu để định cư trên Mặt Trăng.
LCROSS được thiết kế để theo dõi Centaur với khối lượng 2.305 kg, tiếp cận hố Cabeus gần cực nam của Mặt Trăng. LCROSS bị trục trặc vào ngày 22 tháng 8, làm giảm 1/2 nguyên liệu và để lại rất ít nhiên liệu trên tàu vũ trụ. Việc tiếp cận thành công vào ngày 9 tháng 10 năm 2009 lúc 11:31 UTC.